# Trialog psychiatryczny
Trialog psychiatryczny – ukierunkowana dyskusja terapeutyczna i negocjacje pomiędzy trzema stronami: osobami fachowo pomagającymi (w tym lekarzami), pacjentami opieki psychiatrycznej oraz członkami ich rodzin, bądź opiekunami faktycznymi (pomagającymi nieprofesjonalnie) – najczęściej rodzicami, rzadziej dziećmi.
Według założeń partnerzy w rozmowie powinni być traktowani równorzędnie, a sensem prowadzenia trialogu jest wspólne, efektywne poszukiwanie najbardziej skutecznych form terapii i opieki dla danej osoby. 
Początki trialogu miały miejsce wraz z powstaniem tzw. seminariów o psychozie, które tworzyli byli pacjenci opieki psychiatrycznej (usposobieni krytycznie do swojej choroby) i niekonwencjonalnie podchodzący do tematu profesjonaliści.